# Myllocerus
Myllocerus är ett släkte av skalbaggar. Myllocerus ingår i familjen vivlar.

## Dottertaxa tillMyllocerus, i alfabetisk ordning[1]
- Myllocerus aberrans
- Myllocerus abnormalis
- Myllocerus abundans
- Myllocerus abyssinicus
- Myllocerus acaciae
- Myllocerus aceri
- Myllocerus acutidens
- Myllocerus aeruginosus
- Myllocerus aidebus
- Myllocerus alboscutellatus
- Myllocerus alternans
- Myllocerus amblyrhinus
- Myllocerus amoenus
- Myllocerus anamalainus
- Myllocerus andrewesi
- Myllocerus angolanus
- Myllocerus angulatipes
- Myllocerus angustibasis
- Myllocerus angustifrons
- Myllocerus angustipennis
- Myllocerus angustirostris
- Myllocerus anoplus
- Myllocerus antoniae
- Myllocerus aphthosus
- Myllocerus arabicus
- Myllocerus aristatus
- Myllocerus armipectus
- Myllocerus armipes
- Myllocerus ashi
- Myllocerus atjehensis
- Myllocerus auriceps
- Myllocerus aurifex
- Myllocerus australis
- Myllocerus baeodontomerus
- Myllocerus basicollis
- Myllocerus bayeri
- Myllocerus bengalensis
- Myllocerus benignus
- Myllocerus bidentatus
- Myllocerus bifasciatipennis
- Myllocerus biformis
- Myllocerus bilineater
- Myllocerus blackburni
- Myllocerus blandus
- Myllocerus boranus
- Myllocerus boviei
- Myllocerus bovilli
- Myllocerus bozasi
- Myllocerus brachycollis
- Myllocerus brachyderoides
- Myllocerus brevicollis
- Myllocerus brunneus
- Myllocerus calosicollis
- Myllocerus camerunensis
- Myllocerus canalicornis
- Myllocerus canaliculatus
- Myllocerus canescens
- Myllocerus canoixoides
- Myllocerus cardoni
- Myllocerus carinatus
- Myllocerus carinirostris
- Myllocerus caspius
- Myllocerus castaneus
- Myllocerus castor
- Myllocerus catechu
- Myllocerus cephalotes
- Myllocerus ceratorhinus
- Myllocerus chaunoderus
- Myllocerus chevalieri
- Myllocerus chlorizans
- Myllocerus chobauti
- Myllocerus christophi
- Myllocerus chrysideus
- Myllocerus cinerascens
- Myllocerus cinereidorsum
- Myllocerus cinereus
- Myllocerus circumcinctus
- Myllocerus confinis
- Myllocerus congoanus
- Myllocerus conradti
- Myllocerus consocius
- Myllocerus conspersus
- Myllocerus constricticollis
- Myllocerus convexifrons
- Myllocerus corycaeus
- Myllocerus crassicornis
- Myllocerus crinitus
- Myllocerus curtipennis
- Myllocerus curvicornis
- Myllocerus cuspidaticollis
- Myllocerus cyrtops
- Myllocerus damascenus
- Myllocerus darwini
- Myllocerus debilis
- Myllocerus decipiens
- Myllocerus decorsei
- Myllocerus decretus
- Myllocerus delicatulus
- Myllocerus denigrator
- Myllocerus dentifer
- Myllocerus desquamatus
- Myllocerus discoideus
- Myllocerus discolor
- Myllocerus divisus
- Myllocerus doddi
- Myllocerus dohrni
- Myllocerus doliaris
- Myllocerus dorsatus
- Myllocerus duplicatus
- Myllocerus echinarius
- Myllocerus echinatus
- Myllocerus ekonaensis
- Myllocerus elegans
- Myllocerus elegantulus
- Myllocerus elendeensis
- Myllocerus ephippiatus
- Myllocerus erinaceus
- Myllocerus erubescens
- Myllocerus evasus
- Myllocerus exaptus
- Myllocerus exilis
- Myllocerus eximius
- Myllocerus fabricii
- Myllocerus fasciatus
- Myllocerus fausti
- Myllocerus fieldi
- Myllocerus foveiceps
- Myllocerus foveicollis
- Myllocerus foveifrons
- Myllocerus fringilla
- Myllocerus frontalis
- Myllocerus fugitivus
- Myllocerus fuscomaculatus
- Myllocerus ganalensis
- Myllocerus gestroi
- Myllocerus ginfushanensis
- Myllocerus glaucinus
- Myllocerus gnopholotus
- Myllocerus gracilis
- Myllocerus gratus
- Myllocerus griseolus
- Myllocerus griseus
- Myllocerus guttulus
- Myllocerus hampsoni
- Myllocerus hardcastlei
- Myllocerus herbaceus
- Myllocerus herbivorus
- Myllocerus hilleri
- Myllocerus hilli
- Myllocerus hinnulus
- Myllocerus hirsutus
- Myllocerus hirtipennis
- Myllocerus hispanus
- Myllocerus hispidus
- Myllocerus hoplosternus
- Myllocerus hustachei
- Myllocerus ignavus
- Myllocerus illitus
- Myllocerus impallescens
- Myllocerus impeditus
- Myllocerus impressicollis
- Myllocerus impressithorax
- Myllocerus improvidus
- Myllocerus incurvus
- Myllocerus indigoferae
- Myllocerus ineptus
- Myllocerus inermipes
- Myllocerus inermis
- Myllocerus inferior
- Myllocerus intercoxalis
- Myllocerus intermedius
- Myllocerus interruptus
- Myllocerus isabellinus
- Myllocerus jacobsoni
- Myllocerus kaeshoveni
- Myllocerus kalukembensis
- Myllocerus kashmirensis
- Myllocerus katanganus
- Myllocerus khayesicus
- Myllocerus kuchibutonus
- Myllocerus laetevirens
- Myllocerus lateralis
- Myllocerus latibasis
- Myllocerus laticollis
- Myllocerus laticornis
- Myllocerus lefroyi
- Myllocerus lineatocollis
- Myllocerus lineatus
- Myllocerus longicornis
- Myllocerus longipilis
- Myllocerus longus
- Myllocerus luctuosus
- Myllocerus maculosus
- Myllocerus madurensis
- Myllocerus magnificus
- Myllocerus malignus
- Myllocerus manipurensis
- Myllocerus marmoratus
- Myllocerus marshalli
- Myllocerus massaicus
- Myllocerus mastersi
- Myllocerus mateui
- Myllocerus melvillensis
- Myllocerus micros
- Myllocerus millingeni
- Myllocerus mimicus
- Myllocerus minusculus
- Myllocerus mirabilis
- Myllocerus modestus
- Myllocerus molarius
- Myllocerus morio
- Myllocerus multicostatus
- Myllocerus multimaculatus
- Myllocerus mundus
- Myllocerus musculus
- Myllocerus mutabilis
- Myllocerus naso
- Myllocerus nasutus
- Myllocerus necopinus
- Myllocerus nemorosus
- Myllocerus niger
- Myllocerus nigrimaculatus
- Myllocerus nigrosuturalis
- Myllocerus nigrovarius
- Myllocerus niveus
- Myllocerus nodicollis
- Myllocerus nodieri
- Myllocerus nubilosus
- Myllocerus obliquefasciatus
- Myllocerus obliquicollis
- Myllocerus obockianus
- Myllocerus obscuricolor
- Myllocerus obscurus
- Myllocerus otsukai
- Myllocerus paetus
- Myllocerus pallidicolor
- Myllocerus passerinus
- Myllocerus pauculus
- Myllocerus pauper
- Myllocerus peneckei
- Myllocerus pennatus
- Myllocerus perarmatus
- Myllocerus perplexus
- Myllocerus persimilis
- Myllocerus perversus
- Myllocerus pharisaus
- Myllocerus phariseus
- Myllocerus pictus
- Myllocerus pilifer
- Myllocerus pistor
- Myllocerus planoculis
- Myllocerus plebejus
- Myllocerus pollux
- Myllocerus polylineatus
- Myllocerus postfasciatus
- Myllocerus posthi
- Myllocerus pracuae
- Myllocerus pretiosus
- Myllocerus procerus
- Myllocerus prosternalis
- Myllocerus proteus
- Myllocerus psittacinus
- Myllocerus pteroderes
- Myllocerus pubescens
- Myllocerus pudicus
- Myllocerus pulchellus
- Myllocerus pumilus
- Myllocerus quadricolor
- Myllocerus rabdetanus
- Myllocerus raddensis
- Myllocerus reitteri
- Myllocerus retrahens
- Myllocerus retratiens
- Myllocerus robusticeps
- Myllocerus rodhaini
- Myllocerus roscidus
- Myllocerus roseus
- Myllocerus rostralis
- Myllocerus ruandanus
- Myllocerus rubiginosus
- Myllocerus rufitarsis
- Myllocerus rugicollis
- Myllocerus rusticus
- Myllocerus sabulosus
- Myllocerus sakaguchii
- Myllocerus saraenus
- Myllocerus satunini
- Myllocerus saturatevirens
- Myllocerus scapularis
- Myllocerus schimperi
- Myllocerus scitulus
- Myllocerus senegalensis
- Myllocerus sericeus
- Myllocerus setistriatus
- Myllocerus setosus
- Myllocerus setulifer
- Myllocerus severini
- Myllocerus sibiricus
- Myllocerus similis
- Myllocerus simplex
- Myllocerus sitonoides
- Myllocerus smaragdinus
- Myllocerus sordidus
- Myllocerus sparsutus
- Myllocerus speciosus
- Myllocerus spectator
- Myllocerus spurcatus
- Myllocerus spurius
- Myllocerus squamicornis
- Myllocerus suavis
- Myllocerus subapterus
- Myllocerus subcostatus
- Myllocerus subcruciatus
- Myllocerus subfasciatus
- Myllocerus subglaber
- Myllocerus subglaucus
- Myllocerus subrostralis
- Myllocerus subvirens
- Myllocerus sulcicornis
- Myllocerus superelegans
- Myllocerus suspiciens
- Myllocerus suturalis
- Myllocerus szetschuanus
- Myllocerus tatei
- Myllocerus tavetanus
- Myllocerus taylori
- Myllocerus tenuiclavis
- Myllocerus tenuicornis
- Myllocerus tessellatus
- Myllocerus tesserula
- Myllocerus tibialis
- Myllocerus tikoensis
- Myllocerus torridus
- Myllocerus tosanus
- Myllocerus transmarinus
- Myllocerus trapezicollis
- Myllocerus trepidus
- Myllocerus tricarinirostris
- Myllocerus trifasciatus
- Myllocerus trifolii
- Myllocerus trilineatus
- Myllocerus trisinuatus
- Myllocerus tristis
- Myllocerus trivitticollis
- Myllocerus tusicollis
- Myllocerus undatus
- Myllocerus undecimpustulatus
- Myllocerus uniformis
- Myllocerus urticarum
- Myllocerus usitatus
- Myllocerus vanderijsti
- Myllocerus variabilis
- Myllocerus variegatus
- Myllocerus varius
- Myllocerus veterator
- Myllocerus villosipennis
- Myllocerus viridanus
- Myllocerus viridiaureus
- Myllocerus viridimicans
- Myllocerus viridis
- Myllocerus viridulus
- Myllocerus vonguensis
- Myllocerus vossi
- Myllocerus yeboensis
- Myllocerus zeylanicus
- Myllocerus zopherus